# Emilio Tuñón
Pour les articles homonymes, voir Tuñón.

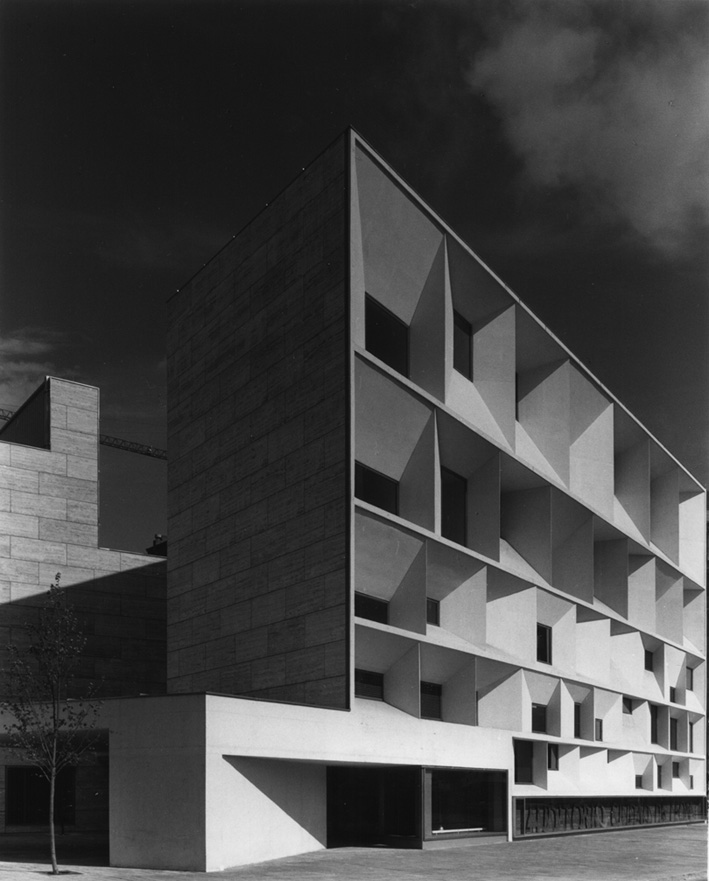
Auditoire, Leon

Emilio Tuñón Álvarez, né le 1er janvier 1959 à Madrid, est un architecte diplômé de l'École technique supérieure d'architecture de Madrid (ETSAM) en 1982 et docteur de l'ETSAM en 2000 (sobresaliente cum laude). En 2013, il reçoit la médaille d'or du mérite des beaux-arts, remise par le ministère de la Culture d'Espagne.

## Biographie
En 1992, Álvarez s’associe à Luis Moreno Mansilla (1959-2012) et forme l’équipe Mansilla + Tuñón Architectes, un bureau qui se consacre à la confrontation de la théorie et de l’enseignement avec la pratique projectuelle et constructive. Emilio Tuñón est professeur titulaire du département des projets architectoniques de l'École technique supérieure d'architecture de Madrid (ETSAM) et a été, en même temps que Luis M. Mansilla, professeur invité de nombreuses universités, notamment l'université de Princeton, l'université Harvard, l’École polytechnique fédérale de Lausanne, et l'École Städel de Francfort. 
En 1993, il forme, avec Luis M. Mansilla, la coopération de pensées CIRCO, en éditant une publication du même nom (prix C.O.A.M. 1995 et prix de la 3e Biennale d'architecture et d'ingénierie d’Amérique latine de 2002).
Emilio Tuñón, en collaboration avec Luis M. Mansilla, a reçu les prix suivants : 
- Prix d’architecture de la Biennale ibéroaméricaine (2012),
- Prix d’architecture de l'observatoire d’Achtall (2012),
- Prix d’architecture FAD (2011, 2007, 2001),
- Prix « A Plus Award (2011),
- Prix Architectural Digest (2011),
- Prix de l'Union européenne pour l'architecture contemporaine Mies van der Rohe (2007),
- Prix d’Architecture VIA Construction (2007),
- Prix Enor d’architecture (2005),
- Prix d’architecture espagnole (2003),
- Prix COACV (2000),
- Prix Œuvre Excellente (2000),
- Mention au prix d’architecture espagnole (1997),
- Prix Fondation CEOE (1997),
- Prix Arquitecti (1996).

Ils ont aussi été finalistes au prix de l’Union européenne « Mies van der Rohe Award » aux éditions 2002, 2000, 1998 et 1996 et ont été sélectionnés pour le « Mies van der Rohe Award 2006 ». Ils ont été sélectionnés à quatre Biennales d’architecture espagnole (2003, 2001, 1999, 1997) et à trois Biennales d’architecture d’Amérique latine (2002, 2000 et 1998).

## Distinctions
- Médaille d'or du mérite des beaux-arts par le ministère de l'Éducation, de la Culture et des Sports 2013[2]
- Prix Big Mat 2013
- Prix FAD 2011
- Prix A plus 2011
- Prix de l'Union européenne pour l'architecture contemporaine Mies van der Rohe 2007 (MUSAC)
- Prix FAD 2007
- Prix VIA 2006
- Prix Enor 2005
- Prix d’Architecture d'Espagne 2003
- Prix COAM 2003
- Prix FAD 2001
- Prix COACV 2000
- Prix Œuvre excellente 2000
- Prix Fundación CEOE 1997
- Prix Architecti 1996